# Chó sục trụi lông Hoa Kỳ
Chó sục trụi lông Hoa Kỳ (Anh ngữ:The American Hairless Terrier, viết tắt là AHT) là một giống chó quý hiếm có nguồn gốc là một giống biến thể từ giống chó sục bắt chuột. Kể từ ngày 1 tháng 1 năm 2004, Câu lạc bộ Chăm sóc Chó Quốc gia UKC xem AHT là giống chó săn riêng biệt và chính thức nhận được sự công nhận giống của tổ chức này. Chó sục trụi lông Hoa Kỳ là một giống chó lao động thông minh, hòa nhập và tràn đầy năng lượng, giống chó trụi lông Hoa Kỳ thường được liệt kê trong danh sách lựa chọn giống chó tốt tiềm năng cho những người bị dị ứng.

## Sự công nhận giống chó
Vào năm 1998, giống chó này đã được công nhận là chó sục trụi lông Hoa Kỳ (AHT) bởi Hiệp hội Giống hiếm Hoa Kỳ và Câu lạc bộ Chăm sóc Chó Quốc gia. Canada là quốc gia đầu tiên bên ngoài Hoa Kỳ tái công nhận bởi Tổ chức Giống hiếm Canada năm 1999. Năm 1999, giống này được công nhận là Chó sục chuột không lông, bởi Câu lạc bộ Chăm sóc Chó Quốc gia.
Tại Hoa Kỳ, Hiệp hội Chó sục trụi lông Hoa Kỳ là câu lạc bộ giống chính thức cho câu lạc bộ Chăm sóc chó Hoa Kỳ. Các câu lạc bộ giống quốc gia khác trên khắp thế giới bao gồm Hiệp hội Chó sục trụi lông Hoa Kỳ tại Canada và Câu lạc bộ Chó sục trụi lông Hoa Kỳ tại Nhật Bản.
Vào ngày 1 tháng 1 năm 2004, Câu lạc bộ Chăm sóc Chó Quốc gia (United Kennel Club (UKC)) công nhận giống Chó sục trụi lông Hoa Kỳ là một giống chó riêng biệt.
Mặc dù có kích thước nhỏ, nhưng chó sục trụi lông Hoa Kỳ (AHT) không phải là một giống chó cảnh. Thay vào đó, giống như giống chó "anh em" là chó sục chuột, AHT là một giống chó lao động.
Vào tháng 1 năm 2016, Chó sục trụi lông Hoa Kỳ được công nhận hoàn toàn bởi AKC, xếp vào nhóm chó sục.